# منطقة بطرسبرغ العسكرية (الإمبراطورية الروسية)

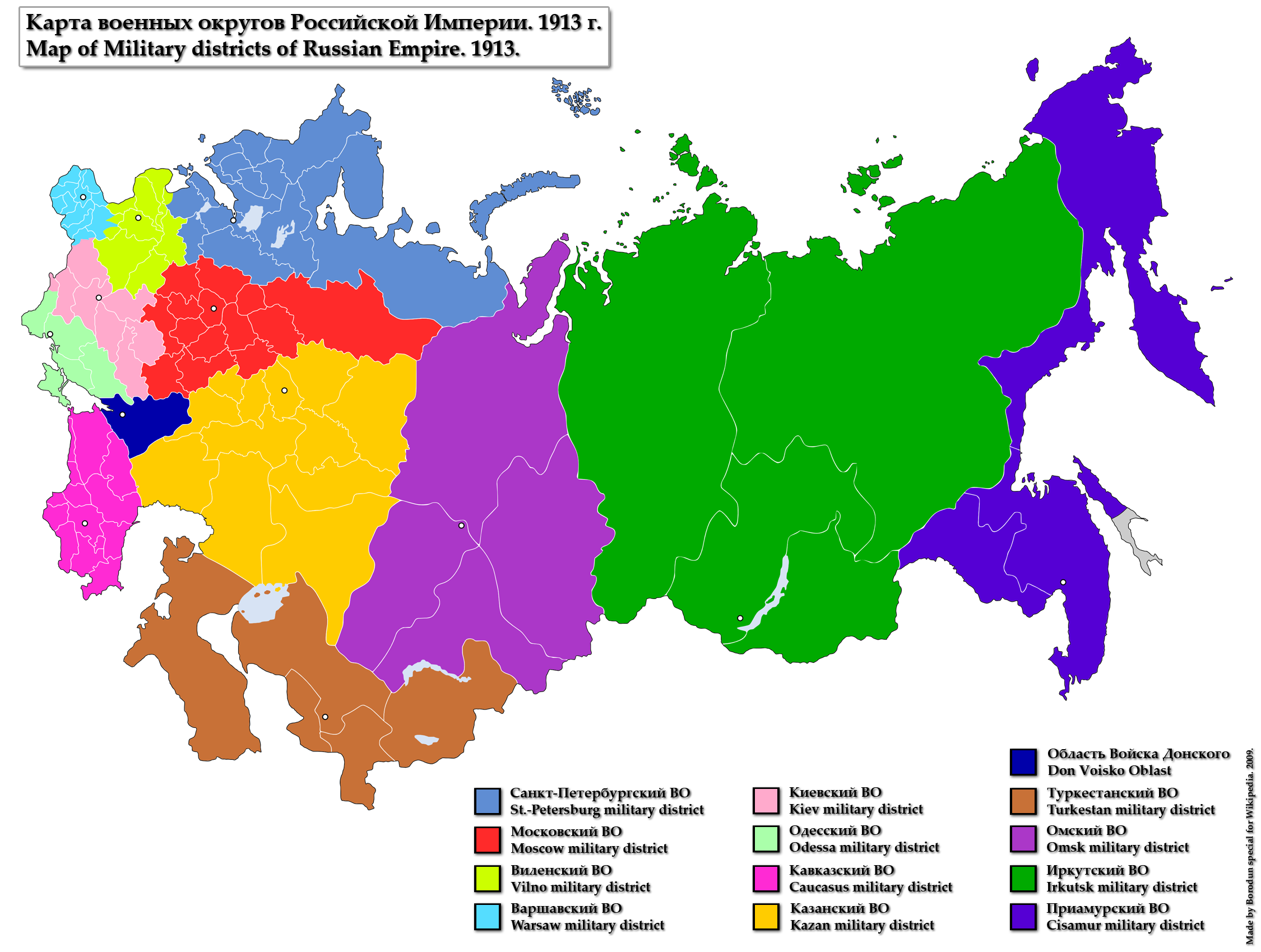
المناطق العسكرية للإمبراطورية الروسية)

منطقة بطرسبرغ العسكرية (Питербургский военный округ) تم إنشاؤه أصلا في أغسطس 1864 بعد طلب ب 228 من ديمتري ميليوتين، وزير حرب الإمبراطورية الروسية. الام، الذي وقع في 10 (22) آب / أغسطس على أن «من أجل السيطرة المحلية على أرض الواقع للقوات المسلحة والمؤسسات العسكرية، يتم تشكيلها... الإدارات العسكرية الإقليمية في المناطق العسكرية العشر التالية» التي كانت واحدة منها بطرسبرغ. اكتسب المنطقة خبرة قتالية في الحرب الروسية العثمانية (1877-1878) والحرب الروسية اليابانية (1904-05).
بقرار من القيصر نيقولا الثاني في 24 اغسطس 1908، تغيرت أسماء الوحدات والمنشآت داخل المنطقة إلى منطقة بيتروغراد العسكرية. تأسست هذه المنطقة باعتبارها جزءا من الجيش الأحمر بعد الامر «-- 71 من أعلى مجلس عسكري 6 أيلول / سبتمبر 1918. 1 شباط / فبراير 1924، من أجل в»—126 المجالس الثورية العسكرية للاتحاد السوفياتي تم تغيير اسم منطقة بيتروغراد العسكرية إلى منطقة لينينغراد العسكرية.